# Jasienów Górny
Jasienów Górny (ukr. Верхній Ясенів, Werchnij Jaseniw, po wojnie Верхньоясенівська, Werchnojaseniwka) – wieś w rejonie wierchowińskim obwodu iwanofrankiwskiego.
Wieś założona w 1686. W II Rzeczypospolitej miejscowość była siedzibą gminy wiejskiej Jasienów Górny w powiecie kosowskim województwa stanisławowskiego. Miejscowość liczy 1205 mieszkańców.
W latach 1943–1944 nacjonaliści ukraińscy z OUN-UPA zamordowali 16 Polaków.
W przysiółku wsi Pecziszcze ma swoją siedzibę dyrekcja Wierchowińskiego Parku Narodowego.